# Dostonbek Tursunov
Dostonbek Tursunov (13 de junio de 1995) es un futbolista uzbeko que juega como defensa en el Lee Man F. C. de la Liga Premier de Hong Kong.

## Trayectoria

### Clubes
| Club                          | País          | Año       |
| ----------------------------- | ------------- | --------- |
| FK Neftchi Fergana            | Uzbekistán    | 2015      |
| Kokand 1912                   | Uzbekistán    | 2016      |
| Metallurg Bekabad             | Uzbekistán    | 2017      |
| FK Neftchi Fergana            | Uzbekistán    | 2017-2018 |
| Renofa Yamaguchi F. C.        | Japón         | 2019-2020 |
| Busan IPark F. C.             | Corea del Sur | 2020      |
| Chongqing Liangjiang Athletic | China         | 2021-2022 |
| F. C. Pajtakor Tashkent       | Uzbekistán    | 2022-2023 |
| Esteghlal Khuzestan F. C.     | Irán          | 2024      |
| Xorazm F. K. Urganch          | Uzbekistán    | 2025      |
| Lee Man F. C.                 | Hong Kong     | 2025-     |

## Palmarés

### Títulos nacionales
| Título                  | Club                    | País       | Año  |
| ----------------------- | ----------------------- | ---------- | ---- |
| Superliga de Uzbekistán | F. C. Pajtakor Tashkent | Uzbekistán | 2022 |
| Superliga de Uzbekistán | F. C. Pajtakor Tashkent | Uzbekistán | 2023 |